# كأس ويلز 1933–34
كأس ويلز 1933–34 (بالإنجليزية: 1933–34 Welsh Cup)‏ هو موسم من كأس ويلز. كان عدد الأندية المشاركة فيه 60، وفاز فيه نادي بريستول سيتي.